# Boston-Marathon 2004

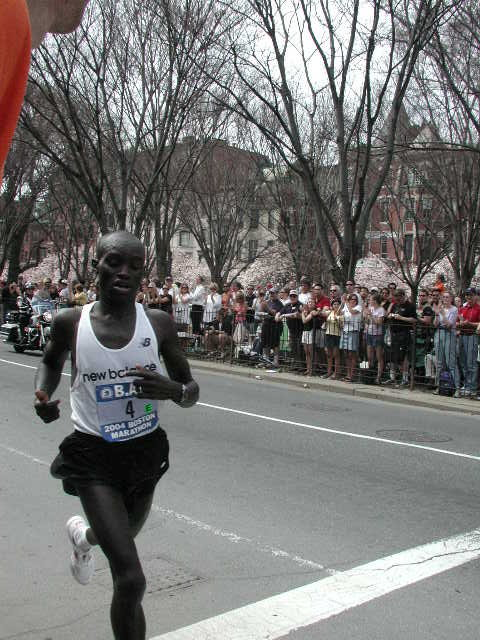
Timothy Cherigat

Der Boston-Marathon 2004 war die 108. Ausgabe der jährlich stattfindenden Laufveranstaltung in Boston, Vereinigte Staaten. Der Marathon fand am 19. April 2004 statt.
Bei den Männern gewann Timothy Cherigat in 2:10:37 h und bei den Frauen Catherine Ndereba in 2:24:27 h.

## Ergebnisse

### Männer
| Platz | Athlet                  | Land       | Zeit (h) |
| ----- | ----------------------- | ---------- | -------- |
| 01    | Timothy Cherigat        | Kenia      | 2:10:37  |
| 02    | Robert Cheboror         | Kenia      | 2:11:49  |
| 03    | Martin Kiptoo Lel       | Kenia      | 2:13:38  |
| 04    | Stephen Kiogora         | Kenia      | 2:14:34  |
| 05    | Hailu Negussie          | Äthiopien  | 2:17:30  |
| 06    | Benjamin Kimutai Koskei | Kenia      | 2:17:45  |
| 07    | Joshua Kipkemboi        | Kenia      | 2:18:23  |
| 08    | Andrew Letherby         | Australien | 2:19:31  |
| 09    | Fedor Ryzhov            | Russland   | 2:21:24  |
| 10    | Elly Rono               | Kenia      | 2:22:45  |

### Frauen
| Platz | Athlet                | Land                   | Zeit (h) |
| ----- | --------------------- | ---------------------- | -------- |
| 01    | Catherine Ndereba     | Kenia                  | 2:24:27  |
| 02    | Elfenesh Alemu        | Äthiopien              | 2:24:43  |
| 03    | Olivera Jevtić        | Serbien und Montenegro | 2:27:34  |
| 04    | Jeļena Prokopčuka     | Lettland               | 2:30:16  |
| 05    | Nuța Olaru            | Rumänien               | 2:30:44  |
| 06    | Ljubow Denissowa      | Russland               | 2:31:17  |
| 07    | Małgorzata Sobańska   | Polen                  | 2:32:23  |
| 08    | Viktoriya Klimina     | Russland               | 2:33:20  |
| 09    | Ramilja Boerangoelova | Russland               | 2:34:08  |
| 10    | Ai Yamamoto           | Japan                  | 2:34:32  |